# Poggio Spaccato
Poggio Spaccato è una frazione del comune italiano di San Venanzo, nella provincia di Terni, in Umbria.
Vi sono 14 abitanti.

## Geografia fisica
Ubicata su un poggio è nota perché vi nasce il torrente Fersinone, principale affluente in destra idrografica del fiume Nestore.
Poggio Spaccato dista circa 5 km dal capoluogo comunale e poco più di 46 km da Terni.

## Storia
Il borgo è stato fondato tra il XIII e il XIV secolo. Appartenente ad Orvieto per tutto il Medioevo, passa a San Venanzo nel 1816.

## Società
Abitanti censiti